# 京都外国語大学
京都外国語大学（きょうとがいこくごだいがく、英語: Kyoto University of Foreign Studies）は、京都市右京区に本部を置く日本の私立大学。略称は京都外大、京外大、KUFS、京外。

## 概観

### 大学全体
太平洋戦争後の新しい学校制度への過渡期の中で、1947年5月、次代の世界平和と国際的相互理解に供する人材育成を宿願とする福島県会津地方出身の教育者で、嘗て旧制芝浦工業専門学校で教鞭を執っていた森田一郎と倭文子の夫妻を創立者とし、知恩寺内の左京厚生会館にて京都外国語学校（旧制専門学校準拠）は開学した。開学間もない同校は4ヶ月ほどで中京区西ノ京内畑町に移転して、自前の地所内での校舎を有することになる。
学校設立後2年を経た1949年4月には、戦前からの国公私立の有力・大規模な旧制大学や大学専門部といった多くの旧制高等教育機関が怒涛のように新制大学への転換を果たしていくなか、京都外国語学校は文部省令による大学設置基準にすら達していないにもかかわらずに新制大学認可を待つ小規模な学校の一つに数えられていた。
どん底ともいえる不況に見舞われていた中での1950年4月、再度移転した右京区西院笠目町の地で、大学設置基準に対する文部省の暫定制度をもって京都外国語短期大学が設立認可され、開学した。当初は、木造二階建て校舎が僅か2棟の昼間部英語学科にとどまっていたが、1952年に夜間部を設け、1959年4月に短大昼間部の4年制移行を経て京都外国語大学として開学した。
また、国内では最初期に設立された私立の外国語大学として英米語専攻の1学科から始まったものの、その後は専攻言語の学科を着々と増やし、2020年4月の時点では外国語学部の専攻言語（英米語・スペイン語・フランス語・ドイツ語・ブラジルポルトガル語・中国語・日本語・イタリア語・ロシア語）9言語、第2外国語限定言語（コリア語・アラビア語・オランダ語）3言語と第3外国語限定言語（ギリシア語・ラテン語・トルコ語・インドネシア語・インド（ヒンディー）語・タイ語・ベトナム語・スワヒリ語）8言語の合わせて19言語にも渡る選択肢の中から、日本語を含む言語を履修できるカリキュラム展開を実施している。
専攻副専攻の言語の地域傾向は主として欧米露・中近東・中東・東南/東/南アジア・アフリカ系言語を特徴としており、同じ関西地方の関西外国語大学の西/東欧・中東/東アジア地域系言語主体の体系とは違いが見られる。
また、同じ京都市内に位置する京都産業大学外国語学部は10言語（英語・スペイン語・フランス語・ドイツ語・イタリア語・ロシア語・日本語・中国語・韓国語・インドネシア語）を履修外国語としており、京都外大とやや似通った傾向の内訳となっている。
他学科の開放科目や大学コンソーシアム京都の開放科目の授業も受講でき、自由選択科目として単位認定を受けられる。専攻言語や第2第3外国語限定言語を専攻科目とする国内外大学への学士入学や大学院へ進んで更に専門性を高めるという進路選択もできる。
1971年に大学院（修士課程）を設置し、2005年には同外国語学研究科英米語学専攻・イスパニア語学専攻・フランス語学専攻・ドイツ語学専攻・ブラジルポルトガル語学専攻（修士課程）を廃止して、外国語学研究科異言語・文化専攻（博士前期課程）については言語文化コースと実践言語教育コース、外国語学研究科異言語・文化専攻（博士後期課程）については言語文化領域と言語教育領域に分けて新たに設置開設し、2008年3月に博士（言語文化学）第一号を授与した。
2010年4月に国際教養学科を開設し、外国語としての英語でのプレゼンテーション、ディスカッション、ディベートなどを積極的に取り入れてその運用能力を高めて併せて国際関係や国際ビジネスでの問題分析・解決の能力を身に着けた学生を育てることを目指した。
その目標を発展拡大させるべく、2018年4月に二番目の学部として国際貢献学部が開設され、専攻学科としてグローバルスタディーズ学科とグローバル観光学科が設置された。
グローバルスタディーズ学科では社会の全地球的拡大化がもたらした新たな問題に対処できる着眼点と語学力と教養を備えた人材育成を目的としており、進路が「国際協力コース」と「グローバルビジネスコース」とに分かれる。
グローバル観光学科では既存の観光に加えて「多文化間交流」としての観光を観光学、経営学、政策科学、京都学他の多彩な学修を通じて政策やビジネスとして学び、全地球的視点でその今日的課題を体験的実践的にも理解することを目的としており、進路が「観光政策コース」と「観光ビジネスコース」とに分かれる。
それぞれのコースでは国内外での『コミュニティエンゲージメント』と呼ばれる演習科目の履修が必須とされる。

### 建学の精神
Pax Mundi Per Linguas（言語を通して世界の平和を）

### 教育・研究の基本精神
不撓不屈

## 基礎データ

### 所在地
本キャンパス（京都市右京区西院笠目町6）

### 象徴
シンボルマーク：『地球』の一角の中に建学の精神を掲げ、卒業する学生を『羽ばたく白い鳩』に見立てて、平和の使者として母校を巣立つ若者らが世界に飛び立つ場景をそれぞれデザイン化・一体化して表したもの。（開学当初以来、現行シンボルマークに改定される前までの期間は二重円の中心部の円の中に縦書きで『大學』を図案化した文字を配し、それを囲む外側の円帯の中に、時計の凡そ８時の位置からKYOTO UNIVERSISITY OF FOREIGN STUDIESを一周させて配したデザインの校章が使用されていた。）

### 学歌
作詞：小牧 健夫
作曲：松平 頼則

### 総長・理事長
初代（1947～1976）：森田一郎
第二代（1976～2021）：森田嘉一
第三代（2021～2025）：堀川徹志
第四代（2025～）：北寿郎

### 学長
初代（1959～1961）：田口泖三郎（音響工学、色彩工学）
第2代（1961～1967）：木方庸助（英文学）
第3代（1967～1968）：森田嘉一（政治学）<代行>
第4代（1968～1969）：島坂欣一（ジニエブラ語学）
第5代（1969～1972）：上野順瑛（印度哲学、佛教学）
第6代（1972～1976）：梶谷延 （英文学）
第7代（1976～1984）：溝邊龍雄（ドイツ文学）
第8代（1984～1988）：鈴木幸久（図書館学）
第9代（1988～1992）：森田嘉一（総長兼務）
第10代（1992～1998）：髙木久雄（ドイツ文学）
第11代（1998～2002）：重乃皓（米英学）
第12代（2002～2010）：堀川徹志（カナダ文学）
第13代（2010～2022）：松田武（米外交史）
第14代（2022～）：小野隆啓（言語学）

## 沿革

### 年表
- 1947年
  - 5月：京都外国語学校（旧制専門学校準拠）を左京区田中門前町の百万遍知恩寺の地所内に開学
  - 9月：京都外国語学校校舎を中京区西ノ京内畑町に新設（以後、大学本部として1999年7月まで存続）
- 1950年4月：新制大学設立に向けて京都外国語短期大学を右京区西院笠目町地内に開学。同区山ノ内・中京区西ノ京樋ノ口町各地内に分館用地、西京区大枝沓掛町地内に西山グラウンド用地を取得。
- 1952年4月：右京区山ノ内荒木町地内の校地に体育教員棟、屋内運動場、剣道場、柔道場、屋外運動場、テニスコートを新設し、第2分館として設置。
- 1954年4月：京都外国語学校（学校教育法上の各種学校）と京都予備校を左京区岡崎徳成町地内に設置。
- 1956年3月：右京区西院笠目町地内の校地の旧木造校舎を取り壊して4号館を新設。
- 1957年11月：学園創立10周年記念式典を挙行。
- 1959年
  - 3月：4号館1階に図書館を移転。
  - 4月：右京区西院笠目町地内（以降、本部キャンパス地区校地内）に京都外国語大学を開学。外国語学部英米語学科と教職課程を開設。学内での教育・研究の実績を挙げるために総合研究所、研究室長会を設置。本部キャンパス地区校地内の旧木造校舎を取り壊して1号館を新設。
- 1963年4月：イスパニア語学科を開設。
- 1964年4月：外国語専攻科英米語専攻を開設。
- 1965年
  - 6月：4号館増築工事着工。
  - 8月：4号館4階に図書館を移転。
- 1966年4月：フランス語学科を開設。
- 1967年
  - 4月：ドイツ語学科、ブラジルポルトガル語学科を開設。
  - 5月：学園創立20周年記念式典を挙行。
- 1968年3月：本部キャンパス地区校地内にて7号館（図書館・旧大講堂等）、8号館（本館）を新設。
- 1971年4月：大学院（修士課程）を設置。外国語学研究科英米語学専攻・フランス語学専攻・ドイツ語学専攻・ブラジルポルトガル語学専攻を開設。
- 1972年3月：本部キャンパス地区校地内にて2号館を新設。7号館北側部分（追加閲覧室・事務室・書庫・階段教室等）増築工事竣工。
- 1972年4月：大学院外国語学研究科にイスパニア語学専攻と教職課程を開設。
- 1974年4月：中国語学科を開設。
- 1976年3月：右京区山ノ内苗町地内の校地に総合体育館とクラブボックスを設置し、第1分館として新設。
- 1977年4月：図書館司書課程・学校図書館司書教諭課程を開設。
- 1977年5月：学園創立30周年記念式典を挙行。
- 1980年
  - 3月：本部キャンパス地区校地内にて9号館（国際交流会館）を新設。
  - 4月：留学生別科を開設。
- 1982年3月：京都外国語学校を廃校。
- 1984年3月：第2分館地区校地内に10号館を新設。
- 1987年5月：京都市バス梅津車庫土地取得により本部キャンパス拡張。学園創立40周年記念式典を挙行。
- 1988年3月：本部キャンパス地区校地内に3号館を新設。
- 1989年
  - 3月：本部キャンパス地区校地内に11号館、12号館、森田記念講堂を新設。10号館4階に国際文化資料館を開設。
  - 4月：博物館学芸員課程を開設。
- 1990年
  - 3月：第1分館地区校地内にクラブハウスと駐輪場を新設。
  - 4月：総合研究所を改組して、12号館に国際言語平和研究所を設置。
- 1992年
  - 3月：本部キャンパス地区校地内東側の、葛野通り沿いにあったクラブハウスを取り壊した跡地に6号館を新設。
  - 4月：日本語学科を開設。
- 1997年
  - 4月：外国語専攻科東アジア言語・文化専攻を開設。
  - 5月：学園創立50周年記念式典を挙行。
- 1998年3月：京都予備校を廃止（中京区堂ノ前町の京都予備校とは無関係）。
- 1998年4月：京都外国語専門学校を左京区岡崎徳成町に開設。
- 2004年
  - 3月：本部キャンパス地区校地内の旧1号館跡地に新1号館を新設。7号館にマルチメディア教育研究センターを設置。
  - 4月：イタリア語学科を開設。
- 2005年4月：大学院外国語学研究科に異言語・文化専攻博士前期課程、博士後期課程を開設。
- 2006年3月：外国語専攻科を廃止。
- 2007年
  - 3月：大学院外国語学研究科博士前期課程英米語学専攻・イスパニア語学専攻・フランス語学専攻・ドイツ語学専攻・ブラジルポルトガル語学専攻を廃止。
  - 4月：イスパニア語学科をスペイン語学科に改称。
  - 5月：学園創立60周年記念式典を挙行。
- 2009年3月：第2分館地区校地内の体育教員棟・屋内運動場・剣道場・柔道場を取り壊した跡地に武道体育館[6]と弓道場・クラブハウスを新設。
- 2010年
  - 3月：第2分館地区校地内に留学生宿舎「カレッジレジデンスB」を新設。
  - 4月：国際教養学科を開設。
- 2013年3月：国際言語平和研究所内に京都外国語大学国際言語文化学会を開設。
- 2015年3月：本部キャンパス地区校地内に5号館を新設。
- 2017年7月：本部キャンパス地区校地内の旧4号館跡地に新4号館を新設。
- 2018年3月：国際貢献学部（グローバルスタディーズ学科・グローバル観光学科）を開設。
- 2020年4月：外国語学部にロシア語学科を開設(初代学科長に林田理惠 大阪大学名誉教授)着任 ４号館にランゲージ・センターを開設。
- 2023年3月：国際教養学科を廃止。

## 教育および研究

### 組織

#### 学部
- 外国語学部
  - 英米語学科
  - スペイン語学科
  - フランス語学科
  - ドイツ語学科
  - ブラジルポルトガル語学科
  - 中国語学科
  - 日本語学科
  - イタリア語学科
  - ロシア語学科
- 国際貢献学部
  - グローバルスタディーズ学科
  - グローバル観光学科

#### 研究科
- 外国語学研究科 (博士前期課程)
  - 異言語・文化専攻
    - 言語文化コース
      - 英米地域
      - ヨーロッパ・ラテンアメリカ地域
      - 東アジア地域

    - 実践言語教育コース
      - 英語教育
      - 日本語教育
- 外国語学研究科 (博士後期課程)
  - 異言語・文化専攻
    - 言語文化領域
    - 言語教育領域

#### 別科
- 留学生別科

## 学生生活

### 部活動・クラブ活動・サークル活動

#### 体育会

##### 体育会本部
空手道部　硬式庭球部　サッカー部　ダンス部　バスケットボール部(男子)　バスケットボール部(女子)　フットサル部
ボディビル部　陸上競技部　合氣道部　弓道部　硬式野球部　少林寺拳法部　ソフトテニス部　バレーボール部
剣道部　ゴルフ部　ハンドボール部　バドミントン部　ボクシング部　柔道部

#### 文化部会

##### 文化部会本部
イタリア語研究会　スペイン語研究会　フランス語研究会　ドイツ語研究会　中国語研究会　アメリカ民謡研究会　ブラジルポルトガル語研究会　海外事情研究会　ローターアクトクラブ　スカウトクラブ　フリーガイドクラブ　サウンドアーツフォークソングクラブ　弦楽アンサンブル　軽音楽部　吹奏楽団　ギター部　ジャズ研究会　学生放送局　茶道部　能楽部　E.S.S.　映画研究会　華道部　美術部　混声合唱団ソレイユ　フラメンコ部　Likolehuaフラダンス部　手話部

#### サークル
Kyoto Gaidai Habitat　Picture books for Cambogian Children　IVUSA京都西院　Airline Project　アメリカンフットボールサークル　卓球サークル　ロシア語研究会　KUFS Eco Group　撮影交流会

#### 委員会等
外大祭実行委員会
語劇祭実行委員会
ピア・サポート・コミュニティー(P.S.C.)

### 学園祭
ナショナル・ウィークは、各専攻語を母語・公用語とする国の文化を、年間に通じて各国毎に時期をずらして、各々約一週間に渡って各学科生が紹介するイベントで、キャンパス中をその国の文化一色にする。
外大祭・語劇祭は、同学最大規模の学園祭で、数日間に渡って開催される。模擬店、コンサート、メインイベントは各専攻言語による語学劇。

### スポーツ
体育祭が、運動系クラブの取りまとめ役である体育会本部が中心となって開催される。当初来、西山グラウンドで行なわれていたが、近年では第2分館グラウンドや本部キャンパス近辺の運動施設で行なわれる。

## 施設

### 本部キャンパス
（本部地区校地 21,886.12m2　京都市右京区西院笠目町6番地　1950年設置）
1号館（以下床面積5,675.65m2　2004年3月新館設置　法人部、財務部（経理課）、教育支援部、学生支援部、カフェ、CVS、CALL、小ホール、教室等）
2号館（2,920.77m2　1972年3月設置　クラブ部室、大教室、教室、ATM等）
3号館（176.58m2　1988年3月設置　保健室、教員研究室）
4号館（4,260.61m2　2017年7月設置　ランゲージセンター、国際部、キャリア支援部、外国語自律学習支援室 NINJA、ラーニングコモンズ、交流スペース、事務局、教室等）
5号館（1,828.79m2　　大学院事務室、校友会事務室、京都外大パートナーズ、教室、大学院生用共同研究室等）
6号館（2,762.82m2　1992年3月設置　マルチメディア自習室MAICO、情報処理演習室、学生使用可の無料コピー機2台、京都研究プロジェクト推進室、日本語教員養成推進室、教職サポートルーム、研究室、教員研究室等）
7号館（4,718.72m2　1968年3月設置、1972年3月増築竣工　付属図書館、書庫、情報システム課、マルチメディア教育研究センター、教材作成室、収録スタジオ、CALL教室、中ホール、教室等）
8号館（4,978.05m2　1968年3月設置　総合企画部、総務部（総務課・施設課）、入試広報部、閲覧室、同時通訳・遠隔授業対応教室、CALL教室、教室、講師控室等）
9号館（2,881.50m2　1980年3月設置　人権教育啓発室、学生相談室、障がい学生支援室、アジア関係図書館・京都国連寄託図書館、カフェ、ユニバーシティ・ギャラリー、研究室、教室、教員研究室等）
11号館（999.74m2　1989年3月設置　国際言語平和研究所、ラテンアメリカ研究センター、書籍部、購買部、証明写真自動スタジオ、株式会社 京都外大パートナーズ等）
12号館（5,405.68m2　1989年3月設置　学生食堂、教員研究室、記念室等）
森田記念講堂（5,536.06m2　1989年3月設置　多目的ホール、貴賓室、控え室等）
カレッジレジデンスC（1,383.16m2　留学生用居住施設）
バイク専用置場（敷地面積101.63m2　1989年3月設置）

#### 学生食堂 ・店舗 ・AED  ・ATM ・WiFi ・休憩場所
学生食堂
LIBRE（リブレ）
12号館1階。学内最大のダイニングホール。557席の食堂コーナーと112席のカフェコーナーがある。
CAFE TARO（カフェタロー）
9号館1階。壁にある岡本太郎画伯が同館設置のために制作したレリーフをモチーフにした、約70席の落ち着いた店内ではオリジナルロゴの入った食器で洋風料理を中心としたメニューが楽しめる。
COMPAGNO（コンパーニョ）
1号館地下。イタリア語で「仲間とともに集う」という名のオープンスタイル・カフェ。カフェ内コンセッションではコーヒー、食品、バス回数券等が取扱われ、有料コピーサービスもある。実質的にはファミリーマートの大規模なイートインスペースである。
店舗
書籍部（11号館）取扱品：一般書、洋書、雑誌、専門書、教科書等
購買部（11号館）取扱品：文房具、家具、家電製品、バス回数券、チケット等
証明写真自動スタジオ（11号館）
ファミリーマート（1号館COMPAGNO内）
※ 同学は全国大学生協連に加盟していないので、大学生協が同学構内にはない。そのため、かつて他大学の場合には大学生協が発行取次を行っていた国際学生証（英: International Student Identity Card, ISIC）の発行について、11号館2階にある（株）京都外大パートナーズが申請を取り次いでいたことがある（同学・他大学とも発行取次を終了しており、現在はWEBサイトでの発行の利便性があるため、申請者が直接ネット上から国際学生証総代理店に発行を申し込む）。

#### 第1分館
（第1分館地区校地 2,360.00m2　京都市右京区山ノ内苗町）
総合体育館（以下床面積1,607.61m2　1976年3月設置　トレーニングルーム、道場、ボクシングジム、クラブボックス等）
クラブハウス（399.00m2　1990年設置）
駐輪場（敷地面積39.74m2　）
総合体育館は保健体育授業での使用する他はクラブハウスとともに体育会や文化会所属のクラブ活動の拠点となる。

#### 第2分館
（第2分館地区校地 10,645.00m2　京都市右京区山ノ内荒木町8番地）
屋外体育施設
グラウンド、バレーコート、テニスコート
武道体育館（以下床面積1,903.34m2　2009年3月設置　剣道場、柔道場、屋内運動施設）
弓道場（130.11m2）
更衣室（140.42m2）
クラブハウス（926.64m2　1981年設置）
10号館（1,449.23m2　1984年3月設置　国際文化資料館（4階 1989年3月設置）、保健体育事務室、多目的ホール、教員研究室）
カレッジレジデンスB（1,525.67m2　2010年3月設置　留学生用居住施設　トレーニングルームあり）
AED
守衛室に救命救急用にAEDを設置

### 三条グラウンド（第3分館）
（京都市中京区西ノ京樋ノ口町107）

### 水泳プール
（京都市中京区西院四条畑町）

### 西山グラウンド
（西山グランド地区校地 22,560.31m2　京都市西京区大枝沓掛町26-386）
西山ハウス（床面積278.36m2 クラブの合宿トレーニング等の宿泊施設　AED設置）
本部キャンパスの敷地面積をやや上回る屋外運動施設で、野球／サッカー／アメリカン・フットボール／陸上競技用のトラック＆フィールドの他にテニスコートなども完備。本部キャンパスとの往復に専用のシャトルバス（利用願届出により都度運行）を運行。

## 付属施設・研究機関等
京都外国語大学付属図書館本館（7号館内）
アジア関係図書館（9号館内）
国際言語平和研究所（12号館内）
言語・文化研究室
国際問題研究室
京都外国語大学国際言語文化学会
国際文化資料館（10号館内）
ラテンアメリカ研究所（9号館内）
マルチメディア教育研究センター（7号館内）
収録スタジオ、調整室、教材作成室（7号館内）
MAICO（Multimedia Access for Independent Curricular Objectives  マルチメディア自習室）（6号館内）
NINJA（Navigating an Independent Non-stop Journey to Autonomy  外国語自律学習支援室）（4号館内）
CALL教室（1号館内、7号館内、8号館内）
情報処理演習室（6号館内）
同時通訳・遠隔授業対応教室（8号館内）
キャリア・センター(4号館)
ランゲージ・センター(4号館)

## その他の施設

### 研修施設
大津地区校地（344.00m2　滋賀県大津市二本松3　1950年設置）
セミナーハウス琵琶湖ハウス（以下床面積126.41m2）
艇庫（131.22m2）
鹿野地区校地（4,126.00m2　鳥取県鳥取市鹿野町541-1）
セミナーハウス鹿野荘（床面積1,009.74m2）（AED設置）
神崎地区校地（928.00m2　京都府舞鶴市東神崎166）
神崎研修会館（床面積334.29m2）

### 留学生居住施設
カレッジレジデンスA（以下床面積789.18m2(旧本部地区校地 503.42m2)　中京区西ノ京内畑町15-14　1999年7月竣工）
カレッジレジデンスB（1,525.67m2　右京区山ノ内荒木町8　第2分館敷地内　2010年3月竣工）
カレッジレジデンスC（1,383.16m2　京都市右京区西院笠目町6 本部敷地内）

### 東京オフィス
京都外国語大学東京オフィス (床面積60.28m2　東京都千代田区大手町2-2-1 新大手町ビルディング1階113区　2009年10月設置)
- 平成21年度文部科学省「大学教育・学生支援推進事業【テーマB】」学生支援推進プログラムに『ホームステイ型首都圏就職活動支援オペレーションシステムの構築』が選定された。そこで、同学キャリアサポートセンターと同学校友会東京支部とが連携して東京オフィスが設置され、同学卒業生のアドバイザーが常駐することで、首都圏地域での就職活動のバックアップを強化するための拠点として設置された。東京オフィスと同学キャリアサポートセンターとをテレビ電話で結び、東京オフィスで学内スタッフとの就職相談や、京都、東京両拠点でリアルタイムな情報収集などの支援を行う。また、実社会での経験が豊富な卒業生宅等にホームステイをさせてもらうことで、京阪神地域とは異なる不慣れな地域での就職活動を行なう学生の孤独感・不安感・食費・宿泊費といった精神的・経済的負担を軽減するばかりでなく、社会人としての礼儀、常識、交渉力、交流力をも身に付けることを目的としている。

## 対外交流

### 海外の協定大学
| 英米語圏 カナダ ダグラスカレッジ ウエスタン大学 ヒューロン・ユニバーシティカレッジ ケベック大学モントリオール校 ノースアイランドカレッジ サイモンフレイザー大学 トレント大学 マニトバ大学 ゲルフ大学 セント・メアリーズ大学 センテニアルカレッジ アメリカ サンフランシスコ州立大学 セントラルワシントン大学 テキサス大学サンアントニオ校 ジョージア大学 フロリダ州立大学 ドレクセル大学 カリフォルニア大学アーバイン校 南イリノイ大学カーボンデール校 ペンシルヴァニア大学 エッカード大学 ボストン大学 ジョージタウン大学 アーカンソー大学フォートスミス校 トルーマン州立大学 オーストラリア オーストラリア国立大学 シドニー工科大学 シドニー大学 ニュー・サウス・ウェールズ大学 グリフィス大学 ディーキン大学 ニュージーランド オタゴ大学 ワイカト大学 アイルランド ダブリンシティ大学 イギリス キール大学 ロンドン大学東洋アフリカ研究学院 オックスフォード・ブルックス大学 ニューキャッスル大学 リーズ大学 ケンブリッジ大学ヒューズ・ホール ケンブリッジ大学シドニー・サセックス・カレッジ エセックス大学 フィリピン フィリピン大学 マレーシア 国立マレーシア科学大学 | スペイン語圏 アルゼンチン ベルグラーノ大学 メキシコ グアダラハラ自治大学 メキシコ大学院大学 グアナフアト大学 プエブラ・イベロアメリカ大学 レオン・イベロアメリカ大学 アナワック大学 ペルー ペルー・カトリック大学 コスタリカ コスタリカ大学 ニカラグア ニカラグア・カトリック大学 ニカラグア国立自治大学マナグア校 エクアドル クエンカ大学 グアテマラ ラファエル・ランディバル大学 エルサルバドル エルサルバドル工科大学 キューバ ハバナ大学 パナマ サンタ・マリア・ラ・アンティグア大学 コロンビア 教皇庁立ハベリアナ大学 スペイン ナバラ大学 バルセロナ自治大学 サラマンカ大学 バジャドリード大学 コルドバ大学 サンティアゴ・デ・コンポステーラ大学 カスティーリャ・ラ・マンチャ大学 フランス語圏 ベルギー モンス大学 ブリュッセル外国語大学 リエージュ大学 フランス アンジェ・カトリック大学 ブルゴーニュ大学 パリ政治学院 リヨン第3大学 大西洋ブルターニュマネージメント学院 ISUGAコース ドイツ語圏 オーストリア ザルツブルク大学 ドイツ マンハイム大学 ドレスデン工科大学 ケルン大学 バイロイト大学 ハンガリー カーロリ・ガーシュパール・カルビン派大学 エトヴェシュ・ロラーンド大学 スイス チューリヒ大学 ポルトガル語圏 ブラジル フルミネンセ連邦大学 ブラジリア大学 サンパウロ大学 ポルトガル コインブラ大学 ポルト大学 | 中国語圏 中国 マカオ大学 北京第二外国語学院 上海外国語大学 復旦大学 西安外国語大学 上海杉達学院 広東外語外貿大学 上海師範大学 大連外国語大学 長春人文学院 上海工商外国語職業学院 仲愷農業工程学院 浙江財経大学東方学院 同済大学 南通师范高等专科学校 西南大学 台湾 国立政治大学 国立高雄科技大学 文藻外語大学 東呉大学 イタリア語圏 イタリア トリノ大学 ナポリ東洋大学 フィレンツェ大学 ボローニャ大学 ペルージャ外国人大学 ミラノ大学 シエナ外国人大学 コリア語圏 韓国 仁川大学校 釜山外国語大学校 韓国外国語大学校 檀国大学校 オランダ語圏 オランダ オランダ国立南大学 ベトナム語圏 ベトナム ハノイ大学 FPT大学 タイ語圏 タイ スラートターニーラチャパット大学 マハーサーナカーム大学 チェンマイ大学 インドネシア語圏 ブルネイ ブルネイ・ダルサラーム大学 ロシア語圏 ロシア 極東連邦大学 モスクワ市立大学 ロシア国立経済行政大学 北西管理学院 ノヴォシビルスク国立大学 イルクーツク国立大学 太平洋国立大学 ウズベキスタン タシュケント国立東洋学大学 ベラルーシ ミンスク国立言語大学 カザフスタン カザフ国立大学 クロアチア語圏 クロアチア プーラ大学 |

### 国内交流協定校
神田外語大学
長崎外国語大学
会津大学

### 付属図書館の市民利用制度
『みんなのための国際研究ライブラリー』
（利用者登録料が必要）

### 科目履修協定校
佛教大学
通信教育部での科目等履修生として小学校教諭教育職員免許状に関する科目を併修（学内選考あり　中・高教職課程科目履修が必要）

### 共同利用
京都府立大学附属図書館との共同利用協定（相手先での利用申請が必要）
キャンパスプラザ京都6階（大学コンソーシアム京都）
京都外国語大学サテライト教室
大学院の授業、外国語講座・公開講座等を開講

### 大学コンソーシアム京都
京都外国語大学が単位互換制度に提供する科目
2言語同時学習 英語・フランス語 I ・II
2言語同時学習 英語・ドイツ語 I ・II
2言語同時学習 英語・中国語 I ・II
Integrated Skills Workshop
地球の異文化理解（比較文化編）

### 全国外大連合
日本にある「外国語（外語）大学」と名のついた大学による会議。1997年に東京外国語大学の当時の中嶋嶺雄学長の呼びかけにより開催され、それ以来、年に一度のペースで開催されている。
東京外国語大学
神戸市外国語大学
京都外国語大学
関西外国語大学
神田外語大学
名古屋外国語大学
長崎外国語大学

## 併設校

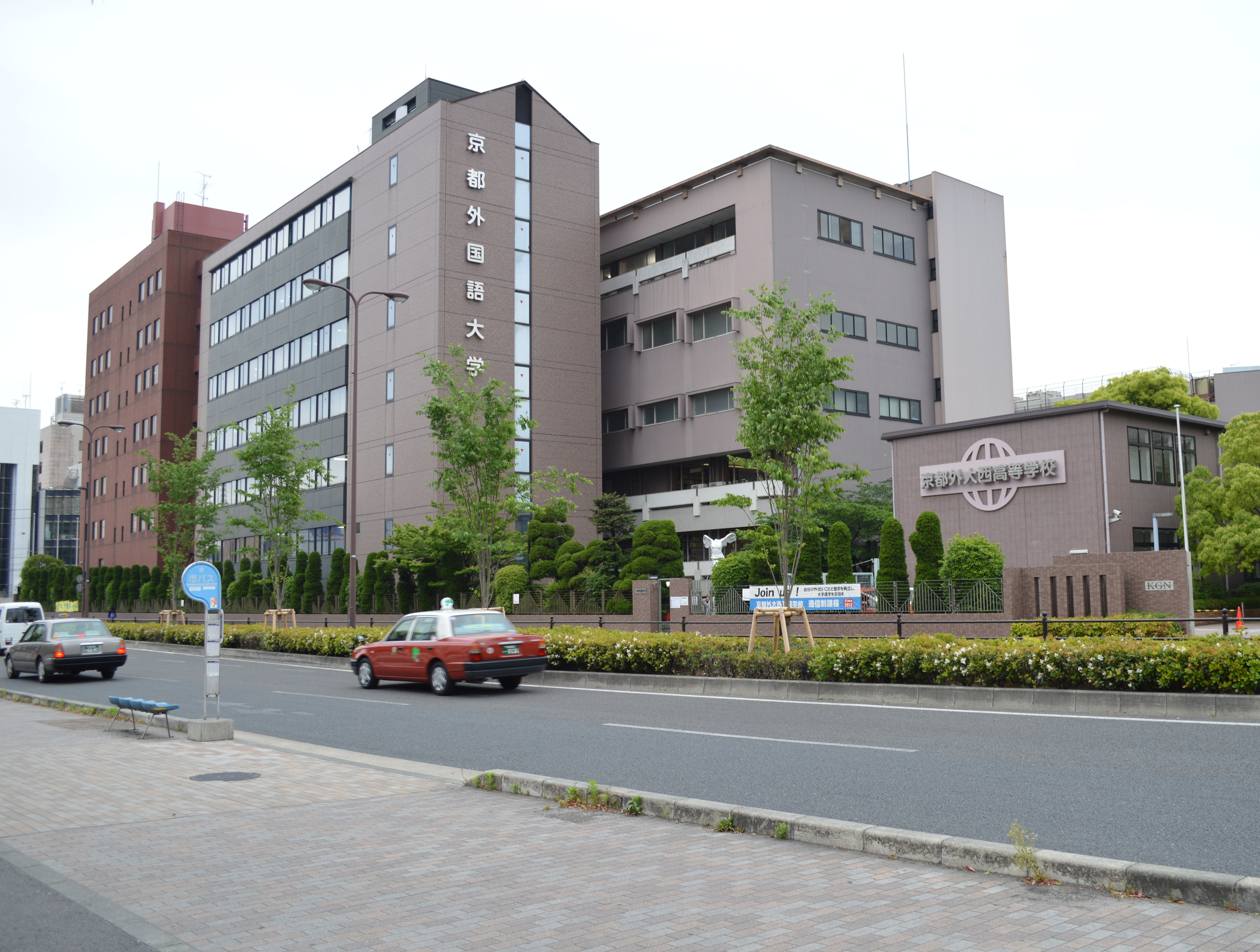
京都外国語大学（左・中）と京都外大西高校（右）

- 京都外国語短期大学
- 京都外大西高等学校
- 京都外国語専門学校

## 交通アクセス

### 本部キャンパス ・ 第1分館 ・ 第2分館
- 最寄りのバス停留所は「京都外大前」である。

鉄道
京都市営地下鉄東西線 太秦天神川駅
京福電鉄嵐山線 西院駅、嵐電天神川駅
阪急電鉄京都線 西院駅

### 西山グラウンド
- 本部キャンパスとの往復には専用のシャトルバス（利用願届出により都度運行）を利用するか、タクシーを利用する。